# Гегасар
Гегаса́р (арм. Գեղասար) — село в Лорийской области Армении.
Высота от моря составляет 1660 м. Находится на правом берегу реки Памбак. Расстояние от областного центра (Ванадзор) — 49 км к северо-западу.
Село было основано в 1828 году.
Население в основном занимается скотоводством и земледелием.

## История
Основано в 1828 году беженцами из Басена, Карса и Анатолии, и названо Тапанли. В 1978 году было переименовано в Гегасар.

## Население
Перепись населения села 2011 года зарегистрировала 916 жителя.
Динамика населения показана в таблице.
| Год       | 1939 | 1959 | 1970 | 1979 | 1989 | 2001 | 2004 | 2011 |
| Население | 181  | 199  | 330  | 365  | 41   | 248  | 207  | 916  |

## Спитакское землетрясение
Гегасар был одним из двух эпицентров землетрясения 7 декабря 1988 года. Село было полностью разрушено, погибли 140 жителей села.